# ロボット・ドリームズ
『ロボット・ドリームズ』（原題：Robot Dreams）は、アメリカの同名のサラ・バロンによるグラフィックノベルを原作とし、2023年に公開されたスペイン・フランスのアニメーション映画。
1984年のアメリカ・ニューヨークを舞台にしており、擬人化された犬とロボットの友情を描いている。
本作にはセリフもナレーションもない。

## ストーリー
時は1980年代の真夏。ニューヨークのマンハッタンで一人暮らしをしている犬のドッグは、孤独な日々を虚しく過ごしていた。そんなある日、テレビCMで流れていたお友達ロボットに興味を引いたドッグは、早速注文してロボットを組み立て、完成したロボットと一緒に遊びに出かける。一緒に地下鉄に乗ったり、写真を撮ったり、セントラル・パークで「September」の曲に合わせてローラースケートをするなどして、夏の間を楽しんだ。
2人は切っても切れない友達になった夏の終わり頃、バスでビーチに行って一日中楽しんだ後、砂浜の上で眠りにつく。他の客が全員帰った後、目が覚めたドッグはロボットが海水で錆びて故障してしまい、動けなくなっていることに気づく。翌日、犬は修理道具を持って戻ってきたが、「来年の6月1日まで閉鎖」との貼り紙とともにビーチが閉鎖されていた。ドッグは何度もビーチに侵入するも最終的に逮捕されてしまったため、諦めて来年の6月まで救出を我慢することにし、冷蔵庫にメモを貼ってこのことを忘れないようにした。ドッグはロボットのことを思い悩み、常にロボットのことを思い出しつつも、新しい友達や彼女を作ろうとスキー場に行ったり凧揚げしたり釣りに行くなどして奮闘する。しかし、あまりうまく行かなかった。
一方、ビーチに閉じ込められたロボットは、ビーチから脱出してドッグの住んでるアパートに戻るという夢を何度も見たが、最終的にはビーチに閉じ込められているという現実に戻る。ビーチに手こぎ舟が漂着するという出来事もあったが、乗組員は修理するどころか自分の足を切断し、指を使って穴の開いたボートの穴を埋めるのに使われて残りは横に捨てて去っていき、更には砂浜に埋まってしまい、金属探知機で売れそうなものを探してるサルによって救出されるも廃品回収業者に売り飛ばされてしまう。
6月1日がようやく到来し、ドッグは砂浜に戻って探索するも、見つかったのはロボットの捨てられた片足のみ。ドッグは諦めてティンという新しいロボットを購入した、
その後、ラスカルというアライグマが廃品回収業者を訪れ、ロボットの頭と残った手足を購入。ラジカセを新しい体としてロボットを改造する。一夏の間に、ロボットとラスカルは、ドッグとティンのように親しい友情を築いた。
ロボットとラスカルが屋上で昼食を摂っている時、ロボットはドッグとティンが道を歩いているところを目撃してしまう。ロボットは通りを駆け下り、ドッグと再会するが、突然ラスカルが現れ、この再会はロボットの夢だったことに気づく。その後、再びロボットはドッグを目撃し、体に付いてるラジカセを使って「September」を再生する。ドッグはその曲が耳に入り、2人は別々の場所で踊る。ドッグは目端でロボットを見つけるも、ロボットは姿を現すかどうか考えながら隠れてしまう。結局、互いに新たな関係を築けていると悟り、過去を引きずらずにドッグがティンと一緒にいられるように、姿を現さないことを選択する。ティンはドッグがどこか悲しんでいることに気づき、元気づけようとする。ロボットは喜んでラスカルの昼食に戻り、2人は屋上で一緒に踊り始める。

## 制作
2008年、原作者のサラ・バロンは、あるアニメーションスタジオから『ロボット・ドリームス』の映画化を持ちかけられた。コンピュータアニメーションとして制作される予定だったが、結局話は立ち消えとなった。
2010年頃、映画監督のパブロ・ベルヘルはバロンの描いたグラフィックノベルを初めて読み、影響を受けた。その後2本ほど映画を制作した後、彼は本作を映画化する構想を練り始めた。ベルヘルはアイルランドのアニメ制作会社「カートゥーン・サルーン」に制作を持ちかけることを検討するが、新型コロナウイルス感染症の影響で断念、最終的にベルヘルはスペインに複数のアニメ制作会社を設立して、そこで制作を行うこととなった。制作は2021年、マドリードで制作を開始し、その後パンプローナのイルーニャにもスタジオを設立して並行して制作が行われた。

## 公開

### 映画祭
2023年5月21日、第76回カンヌ国際映画祭のスペシャル・スクリーニングにて世界初公開が行われ、同年6月12日にはアヌシー国際アニメーション映画祭で、7月23日にはニュージーランド国際映画祭で、8月14日に第29回サラエボ映画祭で、9月7日に第48回トロント国際映画祭で、10月に第56回シッチェス・カタロニア国際映画祭で、それぞれ上映された。

### 劇場公開
スペインでは2023年12月6日に公開が行われ、その後12月27日にフランスでも公開された。
日本では翌2024年11月8日より新宿武蔵野館ほかで上映され、興行通信社のミニシアターランキングで、11月8日から11月10日までの期間で1位を獲得した。

## 評価

### 批評家の反応
レビューサイトのRotten Tomatoesでは、135人の批評家のレビューの98%が肯定的で、平均評価は8.5/10となっている。同サイトの総評では「心温まると同時に悲痛な『ロボット・ドリームス』は、良質なアニメーションの原点である」と述べられている。
Metacriticでは、30人の批評家による評価に基づいて本作に100点満点中87点を付け、「普遍的な称賛」を示している。
スペインの映画雑誌『シネマニア』のパウラ・アランザズは本作を5つ星中5つ星と評価し、「犬とロボットの関係は今年で最も素晴らしく美しい友情だ」と評した。イギリスの新聞「デイリー・テレグラフ」のロビー・コリンも同じく5つ星中5つ星と評価し、「この素晴らしい友情の物語は子供たちを魅了し楽しませ、大人は涙するだろう」と絶賛した。
雑誌『バラエティ』は本作を2023年の見落とされた映画22本のリストに載せた。
雑誌『ローリング・ストーン』は2024年のベスト映画ランキングで本作を14位にランクした。

### 受賞・ノミネート
| 年     | 賞                                                 | 部門                                   | 対象                                                                                       | 結果       | 出典                 |
| ------ | -------------------------------------------------- | -------------------------------------- | ------------------------------------------------------------------------------------------ | ---------- | -------------------- |
| 2023年 | アヌシー国際アニメーション映画祭                   | 長編コントルシャン部門賞               | ロボット・ドリームズ                                                                       | 受賞       | [ 27 ]               |
| 2023年 | 第56回シッチェス・カタロニア国際映画祭             | 最優秀作品賞                           | ロボット・ドリームズ                                                                       | ノミネート | [ 28 ]               |
| 2023年 | 第56回シッチェス・カタロニア国際映画祭             | 観客賞                                 | ロボット・ドリームズ                                                                       | 受賞       | [ 28 ]               |
| 2023年 | シネキッド・フェスティバル                         | 最優秀児童映画賞                       | ロボット・ドリームズ                                                                       | ノミネート | [ 29 ] [ 30 ]        |
| 2023年 | コロナド島映画祭                                   | 最優秀長編アニメ映画賞                 | ロボット・ドリームズ                                                                       | 受賞       | [ 31 ]               |
| 2023年 | 第36回ヨーロッパ映画賞                             | 長編アニメーション映画賞               | ロボット・ドリームズ                                                                       | 受賞       | [ 32 ]               |
| 2023年 | 第44回ボストン映画批評家協会賞                     | アニメ映画賞                           | ロボット・ドリームズ                                                                       | 次点       | [ 33 ]               |
| 2023年 | 第49回ロサンゼルス映画批評家協会賞                 | アニメ映画賞                           | ロボット・ドリームズ                                                                       | 次点       | [ 34 ]               |
| 2023年 | 第36回シカゴ映画批評家協会賞                       | アニメ映画賞                           | ロボット・ドリームズ                                                                       | ノミネート | [ 35 ]               |
| 2023年 | 第29回フォルケ賞                                   | アニメーション映画賞                   | ロボット・ドリームズ                                                                       | 受賞       | [ 36 ]               |
| 2023年 | 第20回セントルイス映画批評家協会賞                 | アニメ映画賞                           | ロボット・ドリームズ                                                                       | ノミネート | [ 37 ]               |
| 2023年 | 第27回トロント映画批評家協会賞                     | アニメ映画賞                           | ロボット・ドリームズ                                                                       | 受賞       | [ 38 ]               |
| 2023年 | 第15回インディアナ映画ジャーナリスト協会賞         | 最優秀作品賞                           | ロボット・ドリームズ                                                                       | ノミネート | [ 39 ] [ 40 ]        |
| 2023年 | 第15回インディアナ映画ジャーナリスト協会賞         | 最優秀アニメーション映画賞             | ロボット・ドリームズ                                                                       | 次点       | [ 39 ] [ 40 ]        |
| 2023年 | 第15回インディアナ映画ジャーナリスト協会賞         | オリジナルビジョン賞                   | ロボット・ドリームズ                                                                       | ノミネート | [ 39 ] [ 40 ]        |
| 2023年 | 第28回サンディエゴ映画批評家協会賞                 | アニメ映画賞                           | ロボット・ドリームズ                                                                       | ノミネート | [ 41 ]               |
| 2023年 | 第28回フロリダ映画批評家協会賞                     | アニメーション映画賞                   | ロボット・ドリームズ                                                                       | ノミネート | [ 42 ]               |
| 2024   | 第13回ジョージア映画批評家協会賞                   | アニメ映画賞                           | ロボット・ドリームズ                                                                       | ノミネート | [ 43 ]               |
| 2024   | 第22回サンフランシスコ・ベイエリア映画批評家協会賞 | 最優秀アニメーション映画賞             | ロボット・ドリームズ                                                                       | ノミネート | [ 44 ]               |
| 2024   | 第23回ネバダ映画批評家協会賞                       | 長編アニメーション映画賞               | ロボット・ドリームズ                                                                       | 受賞       | [ 45 ]               |
| 2024   | 第17回ヒューストン映画批評家協会賞                 | 最優秀長編アニメ映画賞                 | ロボット・ドリームズ                                                                       | ノミネート | [ 46 ]               |
| 2024   | 第27回オンライン映画批評家協会賞                   | アニメ映画賞                           | ロボット・ドリームズ                                                                       | ノミネート | [ 47 ]               |
| 2024   | 第11回フェロズ賞                                   | コメディ映画賞                         | ロボット・ドリームズ                                                                       | 受賞       | [ 48 ]               |
| 2024   | 第11回フェロズ賞                                   | 作曲賞                                 | アルフォンソ・デ・ヴィラジョンガ                                                           | 受賞       | [ 48 ]               |
| 2024   | 第11回フェロズ賞                                   | 最優秀ポスター賞                       | ホセ・ルイス・アグレダ                                                                     | 受賞       | [ 48 ]               |
| 2024   | 第3回カルメン賞                                    | 最優秀非アンダルシア製作映画賞         | ロボット・ドリームズ                                                                       | ノミネート | [ 49 ] [ 50 ]        |
| 2024   | 第3回カルメン賞                                    | 最優秀編集賞                           | フェルナンド・フランコ                                                                     | ノミネート | [ 49 ] [ 50 ]        |
| 2024   | 第3回カルメン賞                                    | 最優秀アートディレクション賞           | ホセ・ルイス・アグレダ                                                                     | ノミネート | [ 49 ] [ 50 ]        |
| 2024   | 第79回CEC賞                                        | 最優秀作品賞                           | ロボット・ドリームズ                                                                       | ノミネート | [ 51 ] [ 52 ]        |
| 2024   | 第79回CEC賞                                        | 最優秀アニメーション映画賞             | ロボット・ドリームズ                                                                       | 受賞       | [ 51 ] [ 52 ]        |
| 2024   | 第79回CEC賞                                        | 最優秀監督賞                           | パブロ・ベルヘル                                                                           | ノミネート | [ 51 ] [ 52 ]        |
| 2024   | 第79回CEC賞                                        | 脚色賞                                 | パブロ・ベルヘル                                                                           | ノミネート | [ 51 ] [ 52 ]        |
| 2024   | 第79回CEC賞                                        | 音楽賞                                 | アルフォンソ・デ・ヴィラジョンガ                                                           | 受賞       | [ 51 ] [ 52 ]        |
| 2024   | 第16回ガウディ賞                                   | アニメ作品賞                           | ロボット・ドリームズ                                                                       | 受賞       | [ 53 ]               |
| 2024   | 第16回ガウディ賞                                   | 脚色賞                                 | パブロ・ベルヘル                                                                           | ノミネート | [ 53 ]               |
| 2024   | 第16回ガウディ賞                                   | 作曲賞                                 | アルフォンソ・デ・ヴィラジョンガ                                                           | 受賞       | [ 53 ]               |
| 2024   | 第44回ロンドン映画批評家協会賞                     | アニメ映画賞                           | ロボット・ドリームズ                                                                       | ノミネート | [ 54 ]               |
| 2024   | 第38回ゴヤ賞                                       | 長編アニメーション映画賞               | ロボット・ドリームズ                                                                       | 受賞       | [ 55 ]               |
| 2024   | 第38回ゴヤ賞                                       | 脚色賞                                 | パブロ・ベルヘル                                                                           | 受賞       | [ 55 ]               |
| 2024   | 第38回ゴヤ賞                                       | 編集賞                                 | フェルナンド・フランコ                                                                     | ノミネート | [ 55 ]               |
| 2024   | 第38回ゴヤ賞                                       | 作曲賞                                 | アルフォンソ・デ・ヴィラジョンガ                                                           | ノミネート | [ 55 ]               |
| 2024   | 第21回国際映画愛好協会賞                           | アニメ映画賞                           | ロボット・ドリームズ                                                                       | 次点       | [ 56 ]               |
| 2024   | 第51回アニー賞                                     | 長編インディペンデント作品賞           | ロボット・ドリームズ                                                                       | 受賞       | [ 57 ]               |
| 2024   | 第51回アニー賞                                     | 長編作品キャラクター・デザイン賞       | ダニエル・フェルナンデス・カサス                                                           | ノミネート | [ 57 ]               |
| 2024   | 第51回アニー賞                                     | 長編作品監督賞                         | パブロ・ベルヘル、ブノワ・フェルモン                                                       | ノミネート | [ 57 ]               |
| 2024   | 第51回アニー賞                                     | 長編作品絵コンテ賞                     | マカ・ギル                                                                                 | ノミネート | [ 57 ]               |
| 2024   | 第51回アニー賞                                     | 長編作品脚本賞                         | パブロ・ベルヘル                                                                           | ノミネート | [ 57 ]               |
| 2024   | 第28回サテライト賞                                 | アニメーション・ミックスメディア映画賞 | ロボット・ドリームズ                                                                       | ノミネート | [ 58 ]               |
| 2024   | 女性映画ジャーナリスト同盟賞                       | アニメ映画賞                           | ロボット・ドリームズ                                                                       | ノミネート | [ 59 ]               |
| 2024   | 第96回アカデミー賞                                 | 長編アニメ映画賞                       | パブロ・ベルヘル、イボン・コルメンツァーナ、イグナシ・エスタペ、サンドラ・タピア・ディアス | ノミネート | [ 60 ] [ 61 ] [ 62 ] |
| 2024   | 第11回プラチノ賞                                   | アニメ映画賞                           | ロボット・ドリームズ                                                                       | 受賞       | [ 63 ]               |
| 2024   | 第11回プラチノ賞                                   | 作曲賞                                 | アルフォンソ・デ・ヴィラジョンガ                                                           | 受賞       | [ 63 ]               |
| 2024   | 第7回キリノ賞                                      | 最優秀イベロアメリカ長編映画賞         | ロボット・ドリームズ                                                                       | 受賞       | [ 64 ]               |
| 2024   | 第7回キリノ賞                                      | 最優秀美術賞                           | ホセ・ルイス・アグレダ、ダニエル・フェルナンデス・カサス                                   | ノミネート | [ 64 ]               |
| 2024   | 第7回キリノ賞                                      | 最優秀音響＆作曲賞                     | ファビオラ・オルドヨ、アルフォンソ・ビジャロンガ                                           | 受賞       | [ 64 ]               |